# Jurij Grabrijan
Jurij Grabrijan, slovenski pesnik in rimokatoliški duhovnik, * 22. marec 1800, Adlešiči, † 22. junij 1882, Vipava.

## Življenjepis
Osnovno izobrazbo mu je dal domači župnik, ki je svetoval očetu, premožnemu kmetu, naj ga pošlje v gimnazijo. V Novem mestu je končal šest latinskih šol in nadaljeval študij filozofije v Ljubljani, ki je trajal dve leti. Ti dve leti sta bila njegova sošolca tudi Prešeren in Slomšek. Kot v gimnaziji, se je tudi tu odlikoval v študiju. V tem obdobju je začel pesnikovati. Zanimanje za slovenščino je v njem krepil prof. Fran Metelko.
Leta 1821 se je vpisal v ljubljansko bogoslovje. Leta 1823 je sodeloval pri ustanovitvi tajnega slovenskega društva »karbonarji« po zgledu italijanskih karbonarjev - za združeno Italijo in ustavno monarhijo. Navduševal se je za »Zedinjeno Slovenijo« in v teh letih je nastala najpomembnejša njegova pesem »Kranjska Slovenija«, pozneje pa je pisal le priložnostne pesmi: ob odkritju vipavske šole 1861, ob slavju na Zemonu 1862, ob ustanovitvi vipavske čitalnice 1864 in ob drugih manjših priložnostih. Leta 1825 je bil posvečen za duhovnika in nato služboval kot kaplan v Brezovici, Škofji Loki, Žireh in Šturjah (Ajdovščina). Leta 1838 je postal župnijski upravitelj Vipave, od leta 1840 pa do svoje smrti je bil župnik in dekan v Vipavi.
Grabrijan je bil vnet delavec na versko-cerkvenem, kulturno-prosvetnem in gospodarsko-političnem področju. Po vsej dekaniji je spodbujal gradnjo župnišč in cerkva. Zgradil je mogočno župnišče v Vipavi, v Logu je dal graditi nov mogočen zvonik in temeljito popravil stranska zvonika. Tudi kapelice križevega pota proti Gradišču je dal zidati Grabrijan, ki so bile končane leto dni pred njegovo smrtjo. Bil je gradbeni talent in je sam izdeloval mnoge načrte. Zelo je skrbel za poslikavo cerkva. Tako je po njegovem naročilu slikar Janez Wolf poslikal stene cerkve v Vipavi. Grabrijan je omogočil eno izmed največjih Wolfovih stvaritev. Zanimal se je za šolstvo in kot vipavski dekan je bil organizator šolstva v dekaniji. Ustanovil je osem enorazrednih šol, sezidal nekaj šolskih poslopij v sosednjih vaseh, razširil vipavsko enorazredno šolo v štirirazredno in leta 1861 s cerkvenim denarjem sezidal imenitno šolsko poslopje v Vipavi. Podpiral je razvoj kmetijstva na Vipavskem in leta 1873 ustanovil vinarsko in sadjarsko šolo na Slapu. Aktiven je bil tudi v političnem življenju, posebno pa v letu 1848.
Za zasluge je dobil razna priznanja, najpomembnejše pa je viteški križ reda Franca Jožefa leta 1857. Vipavci so ga tudi izvolili za svojega častnega občana. Umrl je 1882 v Vipavi, pokopan pa je v cerkvici na vipavskem pokopališču.